# Musée de la mine d'Astley Green
Le musée d'Astley Green Colliery est un musée géré par la Red Rose Steam Society, situé à Astley, près de Tyldesley, dans le Grand Manchester, Angleterre, au Royaume-Uni. Avant de devenir un musée, le site était une mine de charbon en activité qui produisait du charbon de 1912 à 1970 ; il est maintenant protégé en tant que Monument historique. Le musée occupe un site de 15 acres (6 ha) le long du canal de Bridgewater, qui abrite le seul chevalement et la salle des machines encore existants sur le bassin houiller du Lancashire.

## Histoire
La mine d'Astley Green exploitait les couches profondes de charbon du bassin houiller de Manchester sous la tourbière connue sous le nom de Chat Moss, et a été motivée par la forte demande de charbon pendant la fin du XIXe et le début du XXe siècle et l'épuisement des réserves de charbon de la vallée de l'Irwell. Le fonçage du puits a commencé en 1908 par la Pilkington Colliery Company, filiale de la Clifton and Kersley Coal Company, et la mine a commencé la production en 1912. En 1928, la mine a été fusionnée avec d'autres mines locales pour former les Manchester Collieries. La mine a été modernisée lorsque l'industrie du charbon a été nationalisée en 1947. La mine d'Astley Green a été fermée en 1970, et a été ensuite ouverte au public en tant que musée.

## Musée

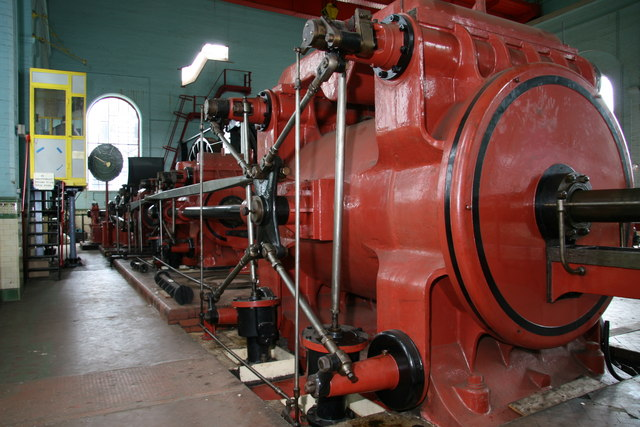
La machine à vapeur de la mine d'Astley Green.

Astley Green Colliery possède le seul chevalement et la salle des machines encore existants sur le bassin houiller du Lancashire. Le chevalement est constitué de poutres en treillis en fer forgé avec des plaques rivetées aux joints. Il a deux grandes roues et une petite roue montées en haut. Il mesure presque 30 mètres (98,425197 pi) de hauteur et a été construit par Head Wrightson de Stockton-on-Tees et achevé en 1912. Dans la salle des machines, il y a une machine à vapeur à deux cylindres en tandem fabriquée par Yates et Thom de Blackburn qui ont fourni 16 chaudières Lancashire. Sa salle des machines abrite la plus grande machine à vapeur de remontée utilisée sur le bassin houiller. La machine à deux cylindres en tandem de 3 300 chevaux a été construite par Yates & Thom à Blackburn.
Le musée possède également une collection de 28 locomotives de mine, la plus grande collection de ce type au Royaume-Uni.

## Chemin de fer
Depuis l'été 2019, une section de voie d'environ 200 mètres a été restaurée et construite par des bénévoles. Une locomotive est actuellement opérationnelle et une autre est en cours de maintenance essentielle avant que les services de passagers ne puissent commencer sur le chemin de fer.